# Radek Havel (plavec)
Radek Havel (25. února 1961 Gottwaldov) je bývalý československý sportovní plavec, účastník olympijských her v roce 1980.

## Sportovní kariéra
Pochází ze sportovní rodiny. Otec hrával závodně lední hokej za TJ Gottwaldov, matka se věnovala sportovní gymnastice. Závodnímu plavání se začal věnovat po přijetí do sportovní plavecké třídy v 11 letech. Připravoval se pod vedením Petra Přikryla v klubu TJ Gottwaldov, při kterém bylo zřízené středisko vrcholového sportu mládeže (SVSM). Specializoval se na plaveckou techniku kraul a střední tratě 200 a 400 m.

### Olympijské hry 1980
Mezi československou plaveckou špičku se prosazoval od roku 1978. 
V olympijském roce 1980 bylo rozhodnuto o nominaci štafety 4×200 m. Dva členové štafety Miloslav Roľko a Daniel Machek měli na olympijských hrách prakticky jistou účast. Třetím mužem se stal Petr Adamec. O čtvrtém členovi štafety se rozhodovalo mezi ním a jeho sparingpartnerem z klubu Vlastimilem Černým. V této výzvě nakonec uspěl díky stabilnějším výsledkům. Ke správné volbě o své nominaci přesvědčil funkcionáře a šéftrenéra reprezentace Jana Vokatého ve svém úvodním závodě na 200 m volný způsob 21. července. V rozplavbách osobním rekordem 1:55,07 obsadil celkově 22. místo. Se štafetou 4×200 m skončil v československém rekordu 7:42,18 na celkovém 9. místě. Při svém závěrečném vystoupení na olympiádě v disciplíně 400 m volný způsob obsadil celkově 25. místo časem 4:05,71.

### Období častých změn 1981-82
Po olympijských hrách na podzim nastoupil základní vojenskou službu k sportovní rotě při Rudé hvězdě Brno. Pod vedením Bernarda Kočaře se připravoval do zrušení SVS FMV a sportovní roty v roce 1982. Následně přestoupil do pražské Rudé hvězdy k trenéru Jaroslavu Strnadovi. Jeho nový trenér však v létě 1982 přijal nabídku šéftrenéra SVS MŠ při Vysokých školách Praha. Po skončení vojenské služby na podzim tak v jednom roce změnil potřetí klubovou příslušnost.

### Návrat do reprezentace a mistrovství Evropy 1983, dopolední rozplavby
Po zdravotních problémech a ukončení sportovní kariéry Daniela Machka v roce 1982 se mu začal trenér Jaroslav Strnad v plné míře věnovat. Jako jednoho z mála československých plavců ho trenér Strnad nutil plavat v plném tempu dopolední rozplavby. Tehdejší plavci v čele s největší hvězdou Josefem Hladkým byli navyknutí dopolední rozplavby v domácích soutěžích flákat, plavat jen to co potřebují na postup a tzv. šetřit síly na později. Mohli si to dovolit, protože domácí soupeře znali a takticky si promyslet průběh rozplavby. Na velkých soutěžích však často selhaly v rozplavbách z důvodů, že své zahraniční soupeře tak dobře neznali a průběh závodu protaktizovali.
Koncem června na velké ceně Slovenska v Bratislavě splnil v rozplavbách nominační limit pro start na mistrovství Evropy v Římě. V závodě na 200 m volný způsob zaplaval čas 1:53,84, kterým zaostal jen 12 setin za českým rekordem Daniela Machka. Ve finále plaval horší čas 1:55,47. V závodě na 400 m volný způsob zaplaval osobní rekord 4:01,02.
V srpnu na mistrovství Evropy v závodě na 200 m volný způsob se v rozplavbách opět dostal pod 114 vteřin, ale čas 1:53,96 stačil jen na celkové 19. místo. V závodě na 400 m volný způsob skončil na konci startovní listiny v čase 4:03,65. V polohové štafetě 4×100 m plaval poslední čtvrtý úsek a v cíli první rozplavby dohmátl v čase 3:55,88 na 5. místě. Štafeta skončila celkově na předposledním 11. místě.

### Olympijská sezóna 1984 a návrat domů do Gottwaldova
V olympijském roce 1984 plaval na zimním mistrovství republiky ve finále závodu na 200 m volný způsob čas 1:55,45. Na dvojnásobné trati 400 m volný způsob zvítězil v čase 4:04,33. Pro nominaci na olympijské hry v Los Angeles však potřeboval plavat výrazně lepší časy. Byla zde i šance v případě nominace štafety 4×200 m kvalifikovat se horším časem. 14. května však tiskem prošla zpráva o neúčasti Československa na olympijských hrách v Los Angeles.
V červenci na letním mistrovství republiky plaval sezónní maximum 4:02,47 na 400 m volný způsob a figuroval v předběžné nominaci pro kompenzační závod Družba 84. Po závěrečném tréninkovém soustředění byl však z nominace vyřazen (důvody neuvedeny). Po letní sezóně se vrátil do svého domovského klubu TJ Gottwaldov.
Žije s rodinou ve Spojených státech ve městě Brookhaven ve státě New York.